# Генріх Рач
Генріх Рач (нім. Heinrich Ratsch; 18 жовтня 1914, Берлін — 15 листопада 1941, Балтійське море) — німецький офіцер-підводник, капітан-лейтенант крігсмаріне.

## Біографія
8 квітня 1934 року вступив на флот. З січня 1940 року — 1-й вахтовий офіцер на підводному човні U-38. З листопада 1941 по лютий 1942 року пройшов курс командира човна. З 12 лютого по 21 червня 1941 року — командир U-28. В червні-липні 1941 року служив в 2-му навчальному дивізіону підводних підводників. З 14 серпня 1941 року — командир U-583. 15 листопада 1941 року U-583 затонув у Балтійському морі північніше Столпмюнде (55°18′ пн. ш. 16°53′ сх. д.) після зіткнення з іншим німецьким підводним човном U-153. Всі 45 членів екіпажу загинули.

## Звання
- Кандидат в офіцери (8 квітня 1934)
- Морський кадет (26 вересня 1934)
- Фенріх-цур-зее (1 липня 1935)
- Оберфенріх-цур-зее (1 січня 1937)
- Лейтенант-цур-зее (1 квітня 1937)
- Оберлейтенант-цур-зее (1 квітня 1939)
- Капітан-лейтенант (1 жовтня 1941)

## Нагороди
- Медаль «За вислугу років у Вермахті» 4-го класу (4 роки)